# RMS Africa
RMS Africa byl kolesový parník třídy America společnosti Cunard Line vybudovaný roku 1850 v loděnicích Robert Steele & Co. ve skotském Greenocku. Na vodu byl spuštěn v červenci 1850 a na svoji první plavbu na trase Liverpool-New York vyplul 26. října 1850.
V říjnu 1851 najel na útes a byl vážně poškozen. Na své trase zůstal i během krymské války. Pro Cunard sloužil až do roku 1868, kdy byl prodán..